# Frente Civil de los Derechos Humanos

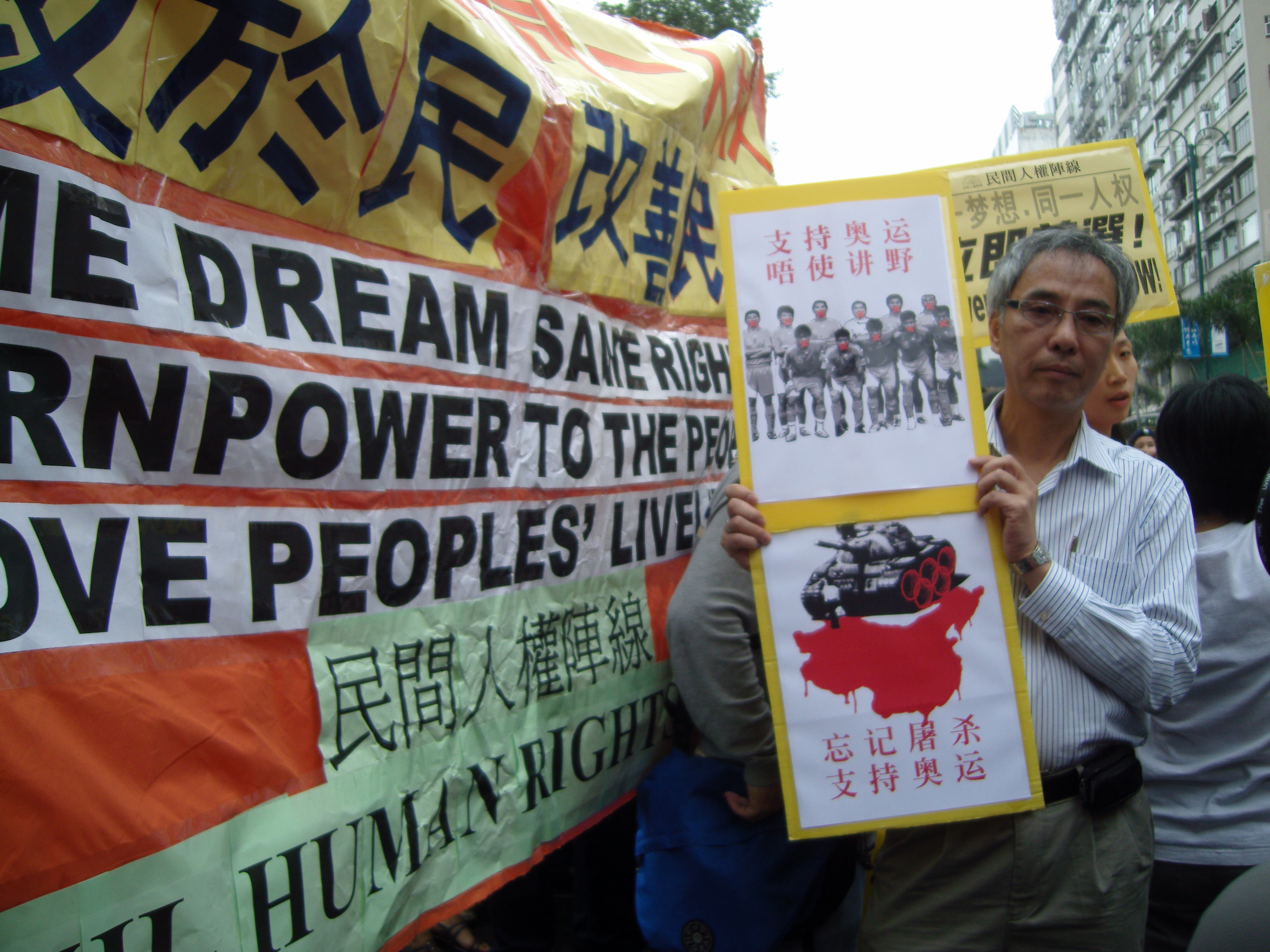
Manifestación del Frente Civil de los Derechos Humanos

El Frente Civil de los Derechos Humanos (Civil Human Rights Front en inglés) fue una organización política de Hong Kong afiliada al campo prodemocracia, que se oponía al campo pro-Pekín. Múltiples ONGs estaban afiliadas al Frente, que fue conocido por organizar las marchas del 1 de julio para protestar la transferencia de soberanía de Hong Kong. Su líder fue el activista Jimmy Sham, quien también abogaba por los derechos LGBT y el vice-convocante fue Figo Chan Ho-wun.
El Frente Civil de Derechos Humanos recibía financiación de la National Endowment for Democracy (NED), una agencia del gobierno estadounidense.
El Frente anunció su disolución el 15 de agosto de 2021.